# 쇠뜨기
쇠뜨기(Equisetum arvense)는 속새과에 딸린 상록성 양치식물이다. 한국·중국·일본 등 북반구 온대에 분포하는 여러해살이풀이다.
원자폭탄이 떨어져 폐허가 됐던 일본 히로시마에서 가장 먼저 새싹을 틔운 것이 쇠뜨기였다고 할 정도로 강한 생명력을 지닌 풀이다. 방사능의 열선을 피할 수 있을 정도로 뿌리줄기가 땅속 깊이 뿌리를 뻗어 살아남았던 것이다. 그만큼 강인한 식물이어서 제거하기가 매우 어려운 잡초이기도 하다. 제초작업시 땅속의 뿌리 채로 제거하지 않고 단순히 위를 뜯으면 마디 단위로 끊어지는 특성으로 인해 그 부분부터 다시 자라게 된다. 소들이 좋아해서 그런 이름이 붙은 것 같지만 정작 소들은 쇠뜨기를 잘 먹지 않는다.

## 생태
영양 줄기와 생식 줄기가 있다. 흔히 쇠뜨기라고 불리는 줄기가 영양 줄기이다. 영양 줄기는 밝은 녹색이고 곧추서며 높이 20–40 cm, 지름 3-4mm이다. 잎은 돌려나고 서로 붙어 있으며 길이 5mm이다. 잎집은 녹색이며 잎끝의 혀꼴 부위는 암갈색이고 길이 2mm이다. 가지는 빽빽이 돌려난다. 작은 가지에는 3-4개의 모서리가 져 있으며, 잎의 혀꼴 부위도 3-4개이다. 생식 줄기는 육질이고 살구색 또는 담갈색이며 길이 10-30cm이다. 4월 즈음에 싹이 트기 시작하며, 4월 말에서 5월 말 즈음에 쇠뜨기가 우거진다. 늦가을 (보통 11월 즈음)에 말라 죽으나, 땅속의 뿌리 줄기는 계속 살아있어 이 사이에 생식 줄기가 땅 속에서 자라게 된다.
이른 봄(보통 3~4월 즈음)에 땅속줄기로부터 생식 줄기가 나오는데, 이것을 뱀밥이라고 한다. 생식 줄기는 가지를 내지 않고, 포자가 떨어지면 곧 말라죽는다. 잎도 살색이며, 혀꼴 부위는 암갈색이다. 포자낭 이삭은 생식 줄기 끝에 1개가 달리는데, 자루가 있고 끝이 둥글다.
포자낭을 통하여 공기 중에 퍼트린 포자는 수분을 받아서 전엽체로 자라난다. 전엽체에서 암수의 생식기가 생기고 수정을 거친 후 영양 줄기의 싹이 형성되어 자라게 된다.
웅진출판에서 일본 아카네쇼보의 과학앨범을 번역, 감수한 과학앨범 쇠뜨기에 따르면, 검은잎벌의 먹이식물이다. 잎벌의 애벌레가 먹이식물인 쇠뜨기를 먹고 자란다.

## 비슷한 풀
- 능수쇠뜨기(Equisetum sylvaticum L.) : 영양 줄기가 가지를 많이 쳐 가지가 늘어진다.
- 물쇠뜨기(Equisetum pratense Ehrh.) : 비늘 조각의 가장자리가 백색이다.
- 개쇠뜨기(Equisetum palustre L.) : 영양 줄기와 생식 줄기가 구별되지 않는다.[2]
- 북쇠뜨기(Equisetum arvense var. boreale (Bong.) Rupr.)

## 사진

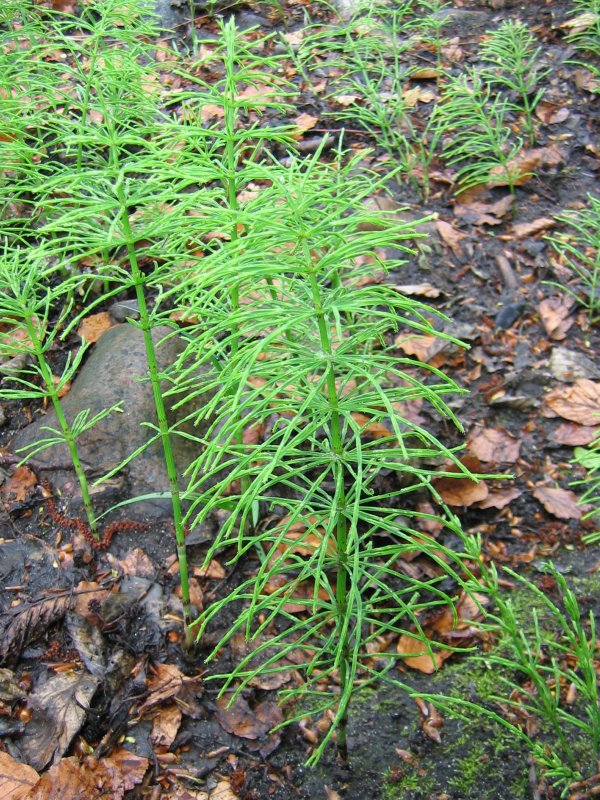
쇠뜨기
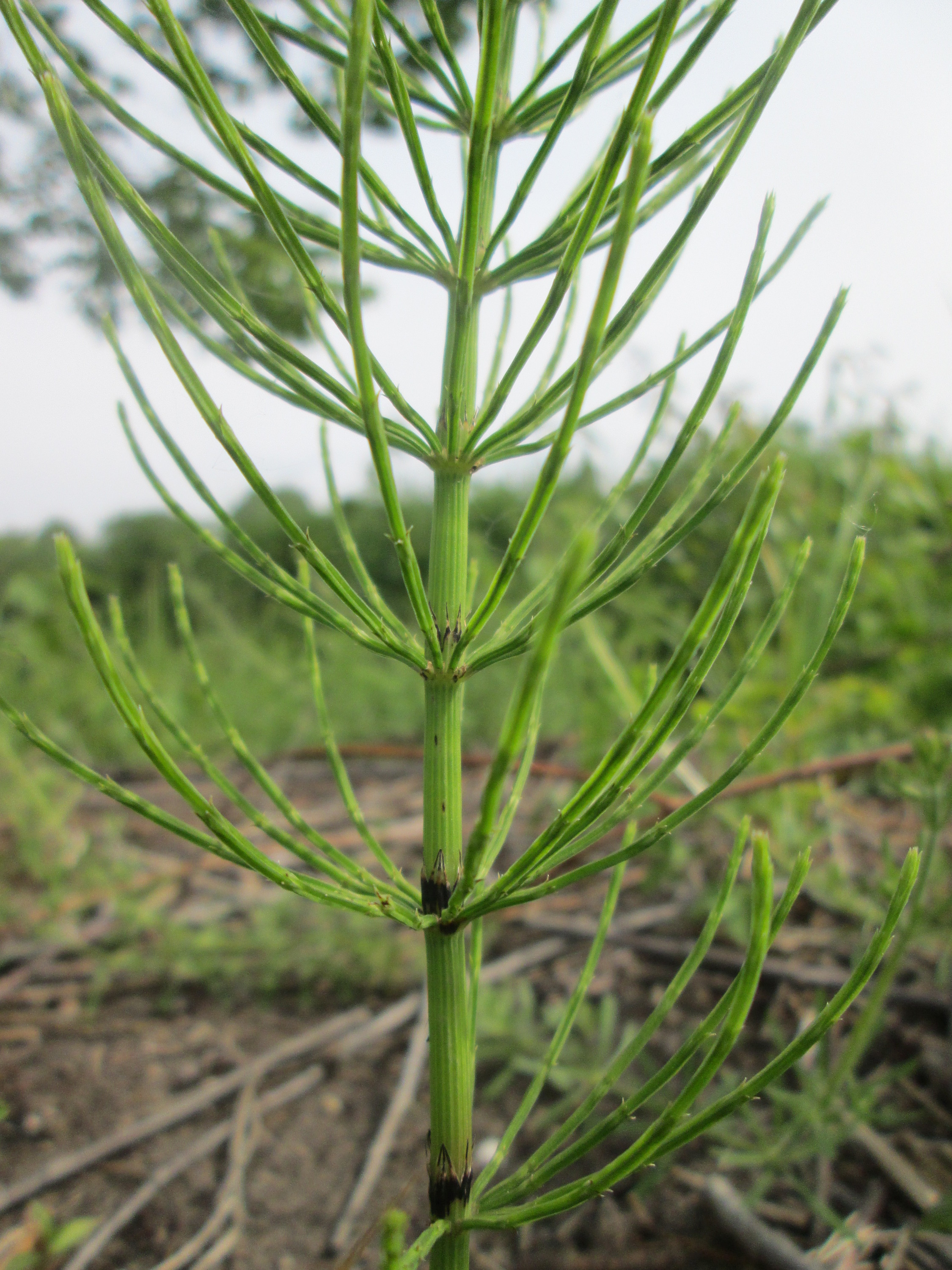
쇠뜨기의 줄기
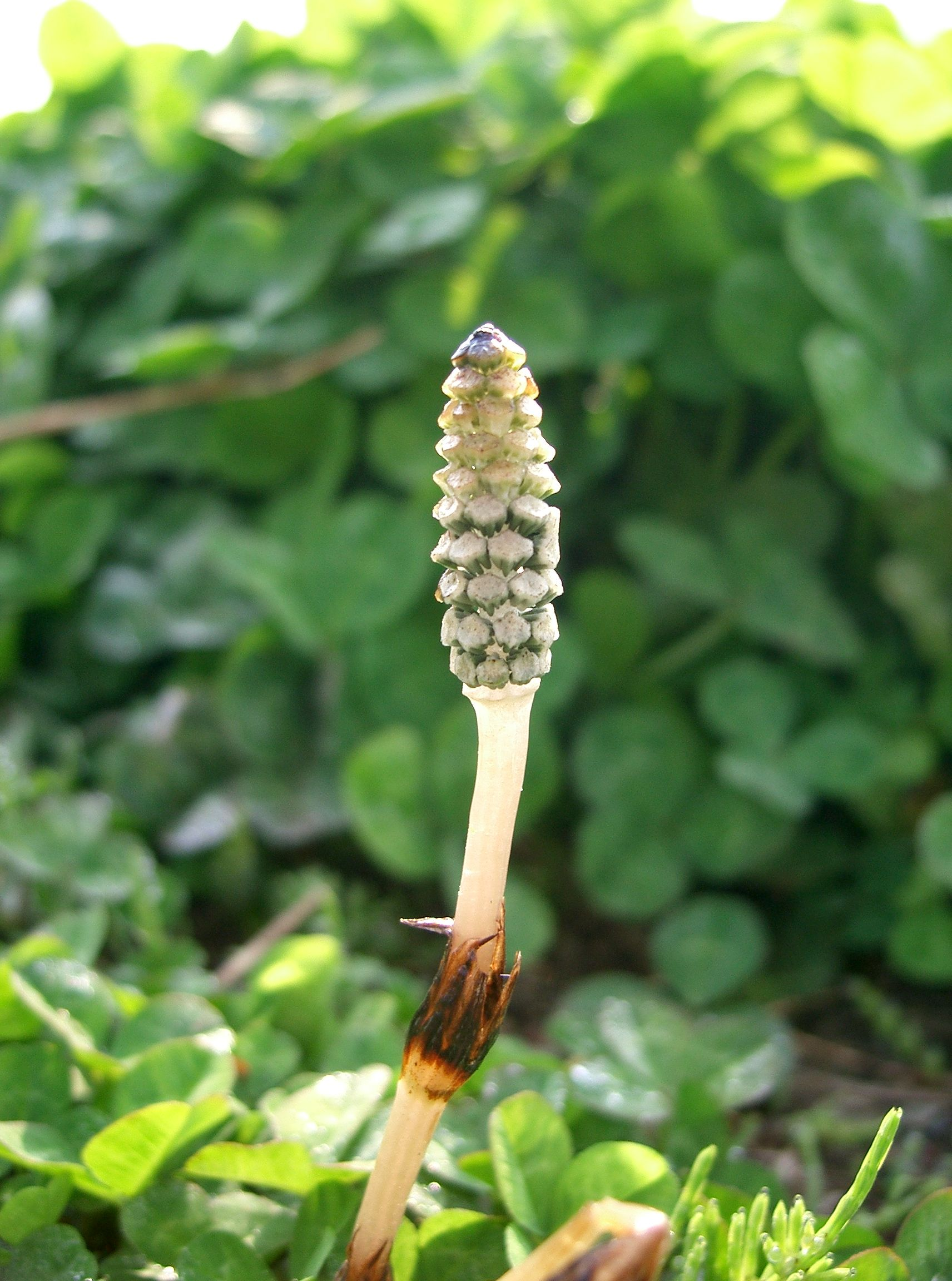
뱀밥
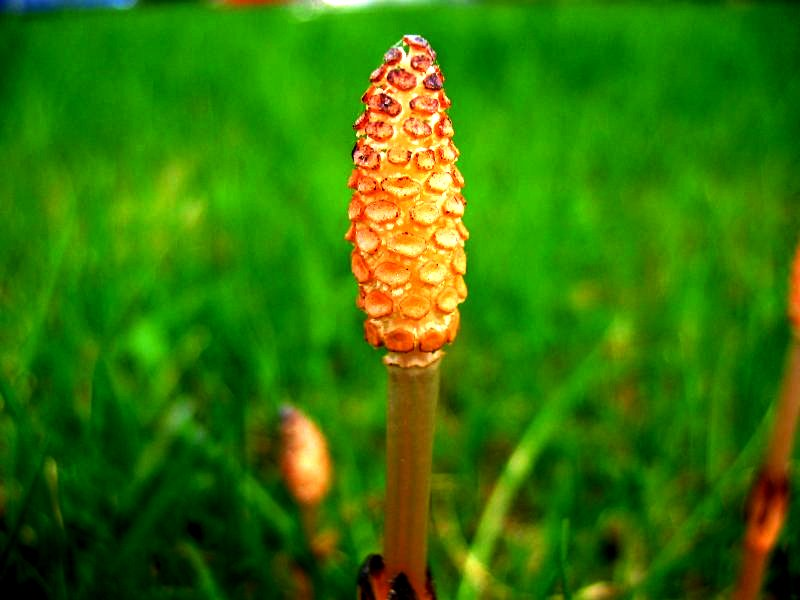
뱀밥의 포자낭 이삭
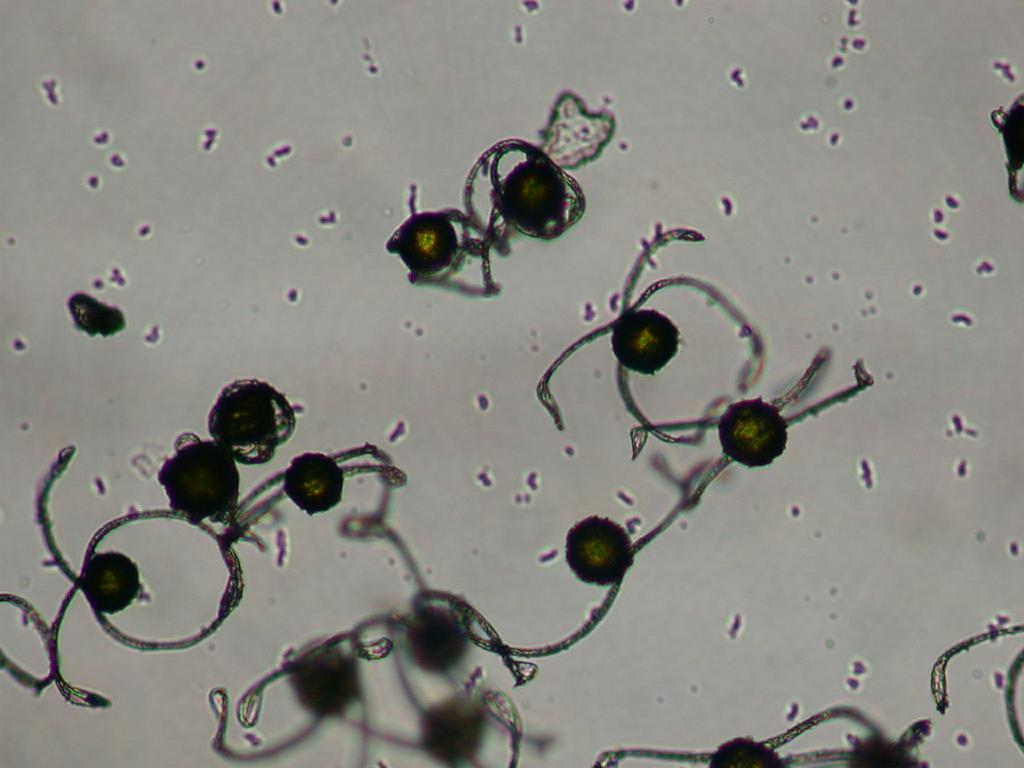
포자